# Janez Bohorič
Janez Bohorič, slovenski inženir kemijske tehnologije in gospodarstvenik, * 13. februar 1942, Tržič.

## Življenjepis
Diplomiral je leta 1966 na Fakulteti za naravoslovje in tehnologijo v Ljubljani in se nato zaposlil v podjetju Sava Kranj. Leta 1978 je postal glavni direktor Save Kranj in 1996 predsednik uprave istega podjetja. Med letoma 1984 in 1990 je bil tudi podpredsednik Izvršnega sveta SR Slovenije za gospodarstvo.
Leta 2004 je soustanovil politično društvo Forum 21 in postal član upravnega odbora tega političnega društva.

## Odlikovanja in nagrade
Leta 1999 je prejel častni znak svobode Republike Slovenije z naslednjo utemeljitvijo: »za zasluge pri organiziranosti in uveljavljanju lionističnega gibanja in njegovega humanitarnega poslanstva v Republiki Sloveniji«.